# Соломирецький Іван Васильевич
Іван Соломирецький (*Іван Васілевіч Саламярэцкі, 1460  — після 1501) — державний діяч Великого князівства Литовського. Також називався Іван Шахович-Соломирецький.

## Життєпис
Походив зі впливового білоруського роду князів та магнатів Соломирецьких гербу Равич. Син Василя Соломирецького. Замолоду приблизно в середині 1470-х років одружився з донькою Олександра Чорторийського, одного з очільників повстання проти великого князя Сигизмунда Кейстутовича.
Про саму діяльність князя Івана відомо небагато. Обіймав посаду Мстиславського старости (призначено Яном Ольбрахтом або Олександром Ягеллончиком). Брав участь у війні з великим князівством Московським. У 1501 році звитяжив під час оборони Мстиславського замку від московських військ, який останнім не вдалося захопити. Завдяки цьому московити не просунулися вглиб великого князівства Литовського. Про подальшу долю немає відомостей.

## Родина
Дружина — (ім'я невідоме), донька Олександра Чорторийського. Померла молодою.
Діти:
- Богдан
- Василь (1490—1560), намісник Могильовський